# The Legend of Sinbad
The Legend of Sinbad è un videogioco pubblicato nel 1986 per Commodore 64 dall'editrice britannica Superior Software. Ha per protagonista l'eroe mediorientale Sindbad il marinaio ed è composto da quattro fasi d'azione di generi differenti. I giudizi che ottenne dalla stampa furono variabili; gli venne spesso attribuita una certa difficoltà.

## Modalità di gioco
Il gioco consiste in quattro livelli con meccaniche molto diverse tra loro. Una volta superato un livello si ottiene una password per poter ricominciare le partite direttamente da lì. Oltre ai pericoli specifici che possono far perdere una vita, in tutti i livelli c'è sempre anche un contatore del tempo, che se esaurito causa la sconfitta definitiva.
Descrizioni dei livelli:
1. Sinbad è stato rinchiuso in una segreta dal sultano Salabim e deve evadere. L'ambiente è un labirinto a scorrimento orizzontale in entrambi i sensi, simile a Tutankham. Si devono raccogliere una alla volta due chiavi e usarle per sbloccare due lucchetti, ma per liberare le chiavi è necessario raccogliere molti dei tesori sparsi. Sopraggiungono continuamente guardie, serpenti e uccelli da evitare; è possibile sparare fulmini per eliminarli, ma solo in orizzontale. Ci sono inoltre molte barriere intermittenti, letali se non si attraversano con tempismo preciso.
2. Un videogioco a piattaforme su tre piani, dove Sinbad può saltare da un piano all'altro e attaccare da vicino con la spada. Le guardie del sultano fuoriesconono dalle porte sparse sui tre piani e devono essere uccise tutte. Sinbad può essere colpito 4 volte prima di perdere una vita e può recuperare l'energia raccogliendo una lampada quando appare. Il capo delle guardie è più resistente e può uccidere con un solo contatto.
3. Uno sparatutto in soggettiva su uno scenario fisso del deserto. Si devono proteggere cinque cammelli, che uno alla volta attraversano lo schermo da sinistra a destra, dagli attacchi di varie creature volanti e di terra. Si controlla un mirino, solo nella parte bassa dello schermo; i colpi sparati impiegano qualche istante a raggiungere la distanza dei bersagli e nel frattempo possono ancora essere orientati. Sparare al proprio cammello lo sprona ad andare più veloce, mentre se viene raggiunto dai nemici si accascia momentaneamente, perdendo tempo.
4. Sinbad è ora a bordo di un tappeto volante sopra uno scenario fisso di una città mediorientale. Può fluttuare con inerzia per lo schermo e sparare fulmini con traiettorie curve verso i nemici, che arrivano dal lato destro: guardie su altri tappeti volanti e Roc, più resistenti ai colpi. I nemici abbattuti vanno evitati anche mentre precipitano. Il boss finale è il sultano, che si trasforma in un drago sputafuoco.

Ogni livello è accompagnato da un diverso brano musicale; molti sono tratti dall'opera Shahrazād di Rimskij-Korsakov.